# Oleh Horin
Oleh Andrijovič Horin (in ucraino Олег Андрійович Горін?; 2 febbraio 2000) è un calciatore ucraino, difensore del Ruch L'viv.

## Carriera

### Club
Cresciuto nelle giovanili del L'viv, viene promosso in prima squadra nel 2016. L'anno seguente passa al Veres Rivne, dove però gioca solo una partita in coppa nazionale. Nel 2018 torna al L'viv, senza mai scendere in campo. Nel 2019 viene acquistato dai polacchi dello Jagiellonia, ma in una stagione e mezza colleziona una sola presenza in campionato. Rimasto svincolato nel febbraio del 2021, in estate torna in Ucraina al Mynaj, in prima divisione.

### Nazionale
Ha giocato nelle nazionali giovanili ucraine Under-18 ed Under-19.

## Statistiche

### Presenze e reti nei club
Statistiche aggiornate al 21 dicembre 2022.
| Stagione        | Squadra         | Campionato      | Campionato | Campionato | Coppe nazionali | Coppe nazionali | Coppe nazionali | Coppe continentali | Coppe continentali | Coppe continentali | Altre coppe | Altre coppe | Altre coppe | Totale | Totale |
| Stagione        | Squadra         | Comp            | Pres       | Reti       | Comp            | Pres            | Reti            | Comp               | Pres               | Reti               | Comp        | Pres        | Reti        | Pres   | Reti   |
| --------------- | --------------- | --------------- | ---------- | ---------- | --------------- | --------------- | --------------- | ------------------ | ------------------ | ------------------ | ----------- | ----------- | ----------- | ------ | ------ |
| 2017-2018       | Veres Rivne     | PL              | 0          | 0          | CU              | 1               | 0               |                    | -                  | -                  |             | -           | -           | 1      | 0      |
| 2019-2020       | Jagiellonia     | EK              | 1          | 0          | CP              | 0               | 0               |                    | -                  | -                  |             | -           | -           | 1      | 0      |
| 2021-2022       | Mynaj           | PL              | 13         | 2          | CU              | 0               | 0               |                    | -                  | -                  |             | -           | -           | 13     | 2      |
| 2022-2023       | Mynaj           | PL              | 13         | 0          |                 | -               | -               |                    | -                  | -                  |             | -           | -           | 13     | 0      |
| Totale Mynaj    | Totale Mynaj    | Totale Mynaj    | 26         | 2          |                 | 0               | 0               |                    | -                  | -                  |             | -           | -           | 26     | 2      |
| Totale carriera | Totale carriera | Totale carriera | 27         | 2          |                 | 1               | 0               |                    | -                  | -                  |             | -           | -           | 28     | 2      |